# Victoria (mitología)

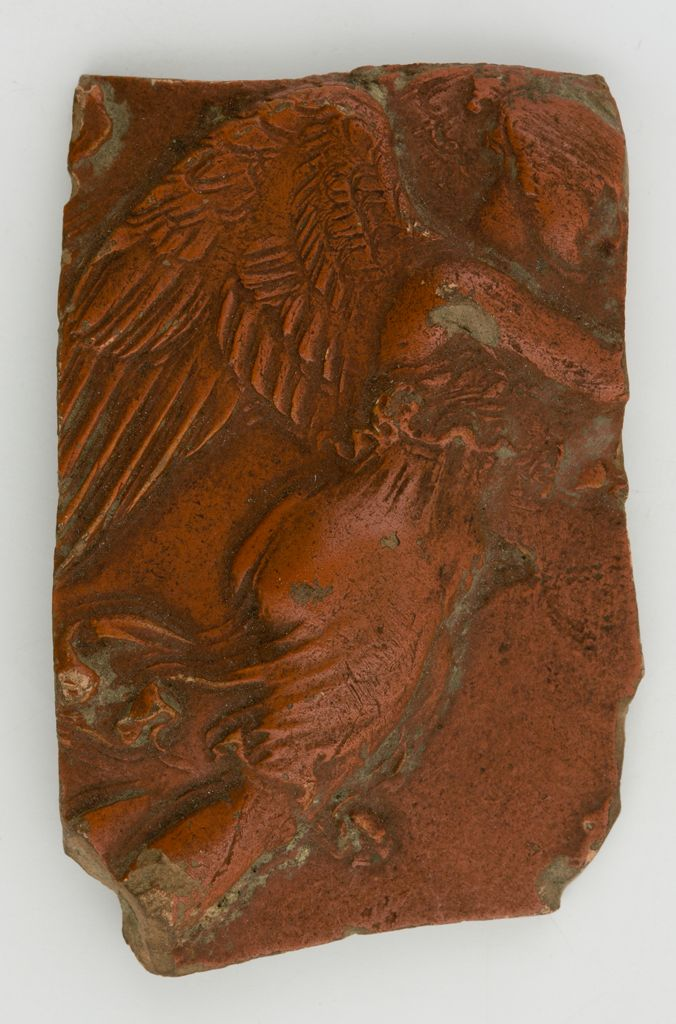
La diosa romana Victoria en un fragmento de cerámica aretina, período de Augusto (31 a. C.– 14. d. C).

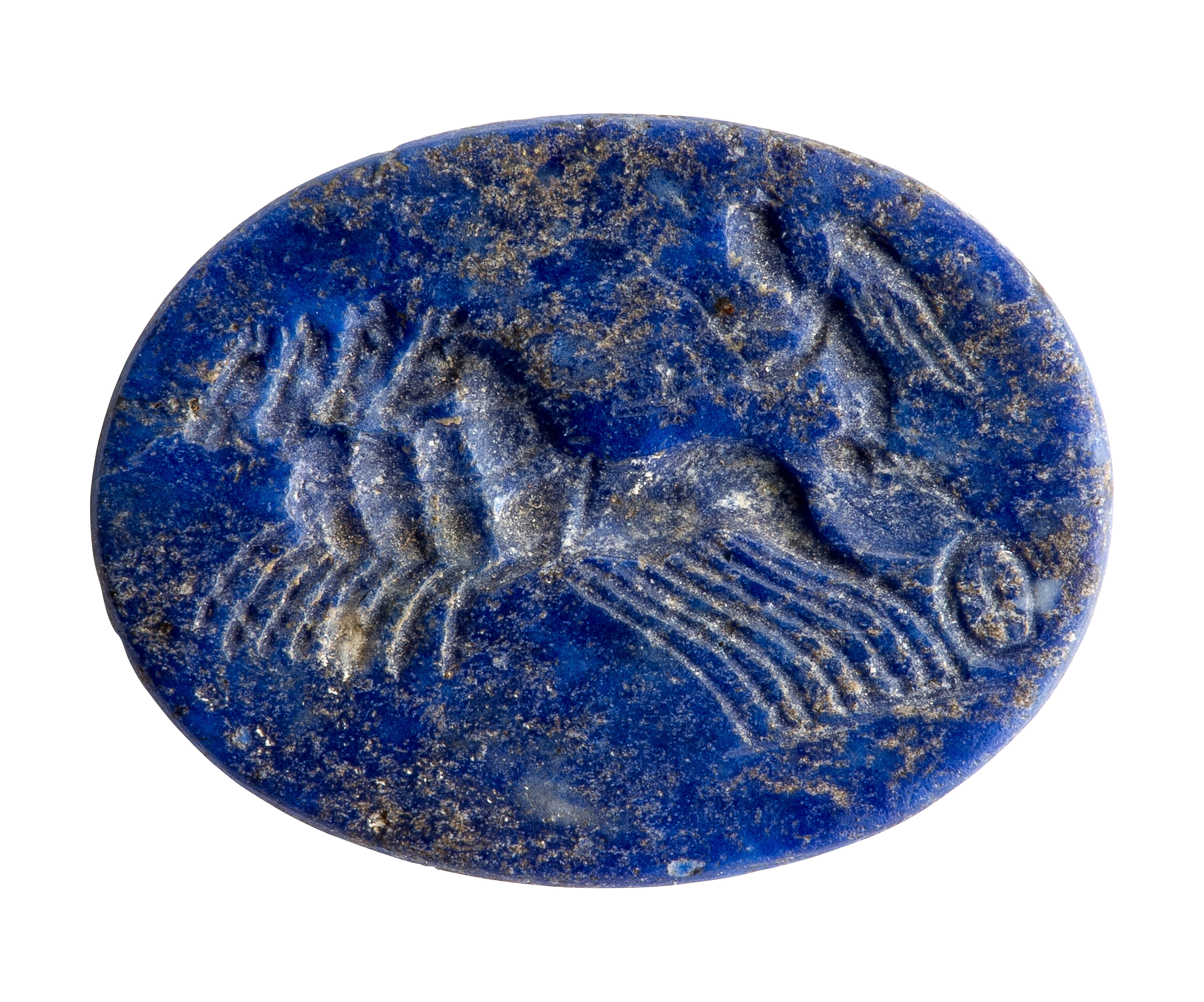
Entalle grabado en lapislázuli representado a la Victoria en una cuadriga, 100 - 200 d. C., encontrado en una necrópolis romana cerca de Tongeren (Bélgica); Museo galorromano, Tongeren (B).

Victoria es, en la mitología romana, la diosa y personificación de la victoria y el triunfo. Es en todos los sentidos igual a Nike (Νίκη), personificación de la victoria para la mitología griega, pero Victoria no posee mitología propia. Fue introducida por primera vez durante la primera guerra púnica. A la Victoria se la representaba como una mujer alada, habitualmente en actitud de ceñir una corona de laurel a los vencedores y césares. 
Dado a su asimilación con Nike, Victoria era hija del gigante Palante y Estigia y hermana de Escila, la Fuerza (Vis), la Envidia (Invidia), el Poder (Potestas), las Fuentes y los Lagos. O bien Estigia y su propio padre Aqueronte engendraron a la Victoria.
Destacan sus templos en el Palatino y el Capitolio de Roma donde aún se conservan las estatuas que los triunfadores les consagraban. Augusto hizo levantar  en el Senado un altar en su honor para conmemorar la batalla de Accio. A veces se identica a Victoria con Vica Pota o con Vacuna, otras diosas netamente romanas.